# Lüth-Urteil
Das „Lüth-Urteil“ des Bundesverfassungsgerichts (BVerfG) vom 15. Januar 1958 ist ein in der deutschen Rechtswissenschaft vielzitiertes Grundsatzurteil zur Grundrechtsdogmatik. Es beschäftigt sich mit dem Umfang des Grundrechts der Meinungsfreiheit und hebt dessen Bedeutung als „Grundlage jeder Freiheit überhaupt“ hervor. Zudem konstituiert es eine „objektive Wertordnung“ als konstitutiven Bestandteil der deutschen Verfassung.

## Sachverhalt

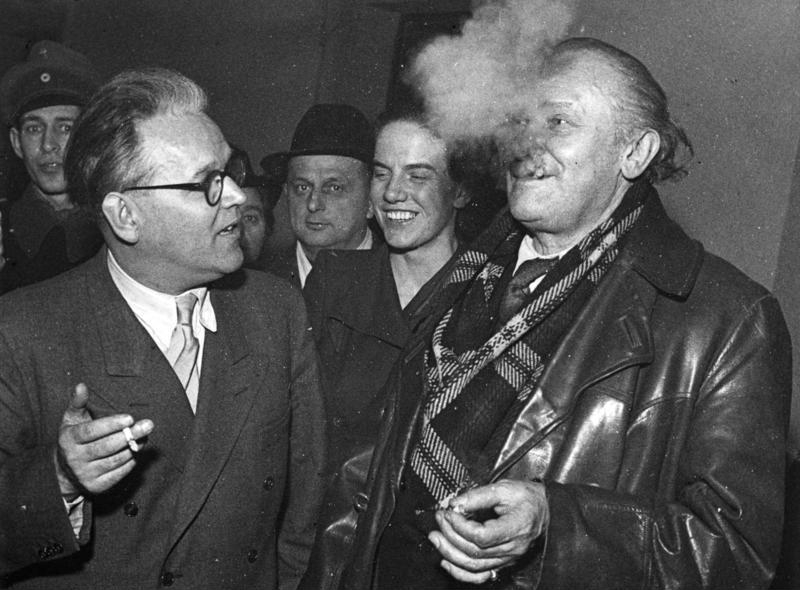
Veit Harlan (links) mit Eugen Klöpfer während des Harlan-Prozesses in Hamburg 1949

Der Hamburger Senatsdirektor und Leiter des Presseamtes Erich Lüth hatte über die Presse dazu aufgerufen, den unter der Regie von Veit Harlan entstandenen Spielfilm Unsterbliche Geliebte, gedreht nach der Novelle Aquis submersus von Theodor Storm, zu boykottieren. Harlan war in der Zeit des Nationalsozialismus als Regisseur des antisemitischen Films Jud Süß bekannt geworden. Sein neuer Film sollte bei der „Woche des deutschen Films“ gezeigt werden. Dies hatte Lüth bei deren Eröffnung am 20. September 1950 als Vorsitzender des Hamburger Presseklubs scharf kritisiert: Der Regisseur von „Jud Süß“ sei am wenigsten geeignet, den im Nationalsozialismus verwirkten moralischen Ruf des deutschen Films wiederherzustellen.
Die Domnick-Film-Produktion-GmbH, die den umstrittenen Regisseur beschäftigte, forderte Lüth daraufhin zu einer Klarstellung auf. In einem öffentlichen Antwortbrief weitete er seine Vorwürfe aus und bezeichnete Harlan als „Nazifilm-Regisseur Nr. 1“, der mit „Jud Süß“ einer der wichtigsten Exponenten der mörderischen Judenhetze der Nazis gewesen sei. Es sei daher nicht nur das „Recht anständiger Deutscher“, sondern sogar ihre Pflicht, sich im „Kampf gegen diesen unwürdigen Repräsentanten des deutschen Films über den Protest hinaus auch zum Boykott bereitzuhalten“.
Die Produktionsfirma und die Herzog-Film-GmbH, die den Harlan-Film bundesweit verlieh, erwirkten daraufhin beim Landgericht Hamburg eine einstweilige Verfügung und später in der Hauptsache ein Urteil gegen Lüth. Ihm wurde verboten, „die deutschen Theaterbesitzer und Filmverleiher aufzufordern, den Film nicht in ihr Programm aufzunehmen und das deutsche Publikum aufzufordern, diesen Film nicht zu besuchen“. Das Landgericht sah in seinem Aufruf eine sittenwidrige Aufforderung zum Boykott mit dem Ziel, ein Wiederauftreten Harlans „als Schöpfer repräsentativer Filme“ zu verhindern. Harlan sei in dem wegen seiner Beteiligung an dem Film „Jud Süß“ gegen ihn eingeleiteten Strafverfahren rechtskräftig freigesprochen worden und unterliege aufgrund der Entscheidung im Entnazifizierungsverfahren in der Ausübung seines Berufes keinen Beschränkungen. Die persönliche Meinung Lüths über Harlan spiele hier keine Rolle. Er habe jedoch die Öffentlichkeit aufgefordert, durch ein bestimmtes Verhalten die Aufführung von Harlan-Filmen und damit das Wiederauftreten Harlans als Filmregisseur unmöglich zu machen. Dies sei eine sittenwidrige vorsätzliche Schädigung nach § 826 des Bürgerlichen Gesetzbuchs (BGB) und daher durch eine Unterlassungsverfügung zu unterbinden.
Gegen diese Entscheidung wandte sich Lüth mit seiner Verfassungsbeschwerde an das BVerfG. Er machte geltend, in seinem Grundrecht auf freie Meinungsäußerung nach Art. 5 Abs. 1 Satz 1 Grundgesetz (GG) verletzt worden zu sein.
Das BVerfG gab schließlich Lüths Verfassungsbeschwerde statt.

## Zusammenfassung des Urteils

### Die Ausstrahlungswirkung der Grundrechte auf das Privatrecht (Mittelbare Drittwirkung)
Der erste Senat des BVerfG ging zunächst der Frage nach, inwieweit Grundrechte auch Schutzrechte im Verhältnis von Bürger zu Bürger sein können. Während die Grundrechte im Grundsatz auf den Schutz des Einzelnen gegen den Staat ausgerichtet sind, ging es im vorliegenden Fall um das Privatrecht, nämlich um einen Unterlassungsanspruch (§ 826 BGB) von Privatpersonen (Filmproduzent und Filmverleiher), gegen den sich ein Privatmann (Lüth) wehrte. Diese Frage war der Kern des Verfahrens.
Das BVerfG betonte hier, dass es das Grundgesetz als ein „Wertesystem“ betrachte, das seinen Mittelpunkt in der sich innerhalb der sozialen Gemeinschaft frei entfaltenden menschlichen Persönlichkeit finde. Als solches müsse es für alle Bereiche des Rechts gelten, welches an Gesetzgebung, Verwaltung und Rechtsprechung Richtlinien und Impulse aussende. Daher beeinflusse es auch das bürgerliche Recht. Einbruchstellen für die darin enthaltene Wertung seien die wertausfüllungsfähigen und -bedürftigen Begriffe und Generalklauseln des Privatrechts, bei dessen Auslegung die „Ausstrahlungswirkung“ der Grundrechte Geltung finden müsse, sogenannte „mittelbare Drittwirkung“. Keine bürgerlich-rechtliche Vorschrift dürfe in Widerspruch zum so verstandenen Wertesystem stehen, jede müsse im Geiste des Grundgesetzes ausgelegt werden. Aus Art. 1 Abs. 3 GG folgt dabei, dass neben der gesetzgebenden und der vollziehenden Gewalt auch die Rechtsprechung an die Grundrechte gebunden ist.

### Rückblick: Streitstand bis zum Lüth-Urteil
Die vom BVerfG vertretene Theorie der „mittelbaren Drittwirkung“ war bis dahin umstritten. So wurde eine Zeit lang vom Bundesarbeitsgericht (BAG) die hauptsächlich auf Hans Carl Nipperdey zurückgehende Theorie der „unmittelbaren Drittwirkung“ vertreten. Hierfür führte das BAG eine teleologische Begründung an: Die Grundrechte sollen den Bürger gegenüber ungerechtfertigten Beschränkungen schützen und so deren Freiheit sichern. Eine Beschränkung der Freiheit ist immer dann zu befürchten, wenn zwischen zwei Parteien ein Machtungleichgewicht vorliegt, wie es auch zwischen dem Bürger und dem Staat besteht. Aufgrund wirtschaftlicher Macht kann ein solches Ungleichgewicht auch im Bürger-Bürger Verhältnis auftreten. Hier wirken die Grundrechte dann unmittelbar. Dies hatte zur Folge, dass die Grundrechte im rechtsgeschäftlichen Bereich des Privatrechts als Verbotsgesetze und im deliktischen Bereich als absolute Rechte bzw. Schutznormen wirken sollten. Dadurch sollte den Grundrechten die Bedeutung objektiver Ordnungsgrundsätze beigemessen werden. Kritisiert wurde diese Ansicht jedoch nicht nur aus systematischen Gesichtspunkten, sondern ganz entscheidend mit dem Argument, dass ihre Reichweite mit der Privatautonomie als Ausfluss der Handlungsfreiheit aus Art. 2 Abs. 1 GG nicht vereinbar sei.
Das BVerfG selbst geht in seinem Urteil, soweit ersichtlich, auf den Streitstand nicht ein, sondern bezieht lediglich eindeutige Stellung zur Theorie der „mittelbaren Drittwirkung“.
Für diese Rechtsauffassung spreche insbesondere, dass sie auf der einen Seite der Privatautonomie Rechnung trage, zum anderen vermöge sie die in der Verfassung angelegte Grundordnung in dem Maße zur Geltung zu bringen, die in einer Gesellschaft angezeigt sei, deren Bürger sich nunmehr in ihrer Freiheit nicht nur durch den Staat, sondern auch durch soziale, wirtschaftliche und gesellschaftliche Kräfte bedroht sehen.
Aufgrund der eindeutigen und gefestigten Position des BVerfG dürfte der Streitstand nunmehr von dogmatischer statt tatsächlicher Bedeutung sein.

### Wechselwirkung zwischen Freiheitsrecht und seinen Schranken
Ein weiteres Grundsatzproblem der Entscheidung war die Frage, wie sich die grundgesetzlich garantierte Meinungsäußerungsfreiheit (Art. 5 Abs. 1 GG) zu den Schranken des Freiheitsrechts (Art. 5 Abs. 2 GG) verhalte. Die Meinungsfreiheit kann danach durch allgemeine Gesetze, die gesetzlichen Bestimmungen zum Schutze der Jugend und durch das Recht der persönlichen Ehre eingeschränkt werden.

#### Zur Schranke der allgemeinen Gesetze
Lange Zeit war nicht entschieden, was unter allgemeinen Gesetzen zu verstehen ist.
Teilweise wurde nach der Sonderrechtslehre ein Gesetz dann nicht als allgemein gesehen, wenn es eine Meinung an sich aufgrund ihrer geistigen Wirkung und Zielrichtung verboten hat. Demgegenüber sollte nach der Abwägungslehre ein allgemeines Gesetz dann vorliegen, wenn es dem Schutz eines gegenüber der Meinungsfreiheit höherrangigen Rechtsgutes diente.
Das BVerfG kombinierte in seiner Entscheidung beide Theorien, wobei es im Zweifel heutzutage der Abwägungslehre folgt, da dadurch eine dem Einzelfall gerecht werdende Entscheidung getroffen werden könne.
Bei der „vorsätzlichen sittenwidrigen Schädigung“ (§ 826 BGB) handelt es sich um ein solches „allgemeines Gesetz“. Es konnte somit als Schranke für die Meinungsfreiheit betrachtet werden. Nicht entschieden wurde, ob beim Verhalten Lüths vorsätzliche sittenwidrige Schädigung vorlag.

#### Wechselwirkungslehre
Der erste Senat des BVerfG betonte allerdings, dass das Grundrecht auf freie Meinungsäußerung als unmittelbarster Ausdruck der menschlichen Persönlichkeit in der Gesellschaft „eines der vornehmsten Menschenrechte überhaupt“ sei. Für eine freiheitlich-demokratische Staatsordnung sei dieses Recht schlechthin konstitutiv, denn es ermögliche erst die ständige geistige Auseinandersetzung. Es sei in gewissem Sinn die Grundlage jeder Freiheit überhaupt.
Deshalb dürfe aus dem qualifizierten Gesetzesvorbehalt des Art. 5 Abs. 2 GG nicht geschlossen werden, dass der Geltungsanspruch der Meinungsfreiheit schon von vornherein auf den Bereich beschränkt wäre, den ihm die einfachen Gerichte nach Auslegung und Anwendung der allgemeinen Gesetze belassen. Die allgemeinen Gesetze müssten vielmehr in ihrer das Grundrecht beschränkenden Wirkung ihrerseits im Lichte der Bedeutung dieses Grundrechts gesehen und interpretiert werden. Sein besonderer Wertgehalt, nämlich die grundsätzliche Vermutung für die Freiheit der Rede in allen Bereichen, namentlich aber im öffentlichen Leben, müsse gewahrt bleiben. Es finde daher eine Wechselwirkung in dem Sinne statt, dass die „allgemeinen Gesetze“ zwar dem Wortlaut nach dem Grundrecht Schranken setzen, ihrerseits aber aus der Erkenntnis der wertsetzenden Bedeutung dieses Grundrechts im freiheitlichen demokratischen Staat ausgelegt und so in ihrer das Grundrecht begrenzenden Wirkung selbst wieder eingeschränkt werden müssen.

#### Keine Superrevisionsinstanz
Im Lüth-Urteil stellte das BVerfG weiterhin fest, dass es keine Superrevisionsinstanz darstelle. Die Auslegung und Anwendung des einfachen Rechts obliege ebenso den ordentlichen Gerichten wie die Feststellung und Würdigung des Sachverhalts.
Das BVerfG prüfe das Urteil nur auf Verletzung spezifischen Verfassungsrechts oder des Willkürverbots. Der Fehler müsse demnach gerade in der Nichtbeachtung von Grundrechten, in einer fehlerhaften Anschauung von Bedeutung und Tragweite der Grundrechte oder in einem Missverhältnis zwischen dem Auslegungsergebnis und der vom Grundrecht aufgerichteten Wertordnung bestehen.

### Einzelfallprüfung
Ausgehend von dieser grundsätzlichen Festlegung prüfte das BVerfG die Unterlassungsverfügung gegen Lüth im Lichte der geforderten „Wechselwirkung zwischen Grundrecht und allgemeinem Gesetz“. Hierbei nahm es Lüths Motive in den Blick, aber auch den von ihm verfolgten Zweck. Es sei zu prüfen, ob er bei der Verfolgung seiner Ziele verhältnismäßig vorgegangen sei.
Dazu stellte das BVerfG fest, dass Lüths Äußerungen im Rahmen seiner allgemeinen politischen und kulturpolitischen Bestrebungen gesehen werden müssten. Er habe die Sorge geäußert, dass das Wiederauftreten Harlans – vor allem im Ausland – so gedeutet werden könne, als habe sich im deutschen Kulturleben gegenüber der Nazi-Zeit nichts geändert. Dem deutschen Ansehen habe nichts so geschadet wie die grausame Verfolgung der Juden durch den Nationalsozialismus. Es sei also von großer Wichtigkeit, dass sich die Erkenntnis durchsetze, das deutsche Volk habe sich von der nationalsozialistischen Geisteshaltung abgewandt und verurteile sie nicht aus politischen Opportunitätsgründen, sondern aus der durch eigene innere Umkehr gewonnenen Einsicht in ihre Verwerflichkeit.
Lüth sei für seine Bestrebungen um Wiederherstellung eines wahren Friedens mit dem jüdischen Volke bekannt. Es sei begreiflich, dass er befürchtete, alle diese Bestrebungen könnten durch das Wiederauftreten Harlans gestört und durchkreuzt werden. Er habe davon ausgehen dürfen, dass man in der Öffentlichkeit gerade von ihm eine Äußerung dazu erwarte. Zudem hätten – abgesehen von der Möglichkeit, auf die Vergabe von Filmfördermitteln Einfluss zu nehmen, von der er keinen Gebrauch machte – Lüth keinerlei Zwangsmittel zu Gebote gestanden, um seiner Aufforderung Nachdruck zu verleihen; er konnte nur an das Verantwortungsbewusstsein und die sittliche Haltung der von ihm Angesprochenen appellieren und musste es ihrer freien Willensentschließung überlassen, ob sie ihm folgen wollten.
Das BVerfG kam zu dem Schluss, dass die vorinstanzliche Entscheidung diese Aspekte nicht berücksichtigt habe und gab daher Lüths Verfassungsbeschwerde statt.

## Bedeutung und Folgen
Dieter Grimm, von 1987 bis 1999 Richter am BVerfG für Medienfragen, hielt das Urteil für eine von dessen „wichtigsten Entscheidungen“: nicht nur, weil es den Bereich der Meinungsfreiheit geregelt habe, sondern weil darüber hinaus die Grundrechte als „objektive Wertordnung“ für alle Rechtsbereiche festgeschrieben wurden. Diese Dimension verleihe dem Urteil eine „alles überragende Bedeutung“, insbesondere hinsichtlich seiner „Langzeitwirkung“.
Das Gericht nahm in seiner Urteilsbegründung eine „Ausstrahlungswirkung“ der Grundrechte als oberstes objektives Prinzip der gesamten Rechtsordnung auf sämtliche Rechtsbereiche an. Grundrechte beziehen sich demnach nicht nur auf die Rechtsbeziehung zwischen Staat und Bürger, sondern durchdringen alle Teilgebiete des Rechts, auch das Privatrecht nach herrschender Meinung in Form einer „mittelbaren Drittwirkung“. Alle Normen müssen im Geist der Grundrechte ausgelegt und angewandt werden.
Diese Sentenz wertete die Grundrechte erheblich auf. Sie wurden aus der reinen Staatsausrichtung gelöst und auf die gesellschaftlichen Beziehungen ausgeweitet. Sie waren damit nicht mehr nur reine subjektive Abwehrrechte des Individuums gegen den Staat. Diesem bürdeten sie bis dahin bereits neben Unterlassungspflichten unter Umständen auch Handlungspflichten im Interesse der Freiheitssicherung auf („Schutzpflicht“). Aber nun endete ihr Einfluss nicht mehr beim Gesetz, sondern erstreckte sich auch auf Rechtsauslegung und -anwendung bei privaten Rechtsstreitigkeiten. Im Beschluss zur „Aktion Rumpelkammer“ übertrug das Gericht diese Grundsätze auch auf die Religionsfreiheit.
Das Urteil billigte dem Grundgesetz also einen neuen Regelungsgehalt zu, den das BVerfG – besonders bei so genannten „Grundrechtskollisionen“ – selbst überwachen musste: Das steigerte seine Machtposition erheblich.
Demgegenüber sah der Rechtswissenschaftler Jürgen Schwabe in der Streitfrage von der Drittwirkung der Grundrechte eine Scheinproblematik ohne tatsächliche Relevanz: Das von den Bürgern in ihren Rechtshandlungen in Anspruch genommene Privatrecht sei von der Legislative gesetztes Recht, dessen Durchsetzung des zivilgerichtlichen Urteils und der Vollstreckung bedürfe. Demnach seien die Eingriffe zwar privat bedingt, die Grundrechte fänden jedoch aufgrund der unmittelbaren Grundrechtsbindung aus Art. 1 Abs. 3 GG direkt in ihrer Funktion als Abwehrrecht gegen staatliches Handeln Anwendung. Es finde nämlich ein Grundrechtseingriff aufgrund eines Urteils, gestützt auf ein Gesetz, statt.

## Akten
Nach Ablauf der gesetzlichen Schutzfrist können die Gerichtsakten seit Februar 2018 im Bundesarchiv (Standort Koblenz) eingesehen werden. Dabei handelt es sich um die richterlichen Voten und die dazugehörigen Handakten.